# Boos (Landes)
Pour les articles homonymes, voir Boos.
Ne doit pas être confondu avec Boos (Seine-Maritime).
Boos (prononcer [bos]; en gascon Bòsc) est une ancienne commune française située dans le département des Landes, en région Nouvelle-Aquitaine.
Elle a été fusionnée à Rion-des-Landes en 2017.

## Géographie

### Localisation
Commune située dans les Landes de Gascogne, elle fait partie du pays landais de l'Aguais (ou Landes de Dax). Elle fait du canton du pays Tarusate depuis 1997.

### Communes limitrophes
| Lesperon (par un quadripoint) | Rion-des-Landes |        |
| Taller                        | Boos            | Lesgor |
|                               | Laluque         |        |

### Hydrographie
Deux ruisseaux prennent leurs sources sur Boos, le ruisseau de Luzou qui prend sa source au nord, alimente le lac du bourg et longe la fontaine Sainte-Claire et le ruisseau de JeanChouaou à l'est.

## Toponymie
Le nom de la localité est attesté sous les formes Bost au XIe siècle-XIIe siècle (cartulaire de Dax) ; Bost en 1638 ; Bos en 1714, Bost en 1733, Boost en 1793 et Boos en 1801
Il peut s'agir d'un nom aquitain basé sur un radical obscur, suivi d'un suffixe aquitain -ost / -os (cf. toponymes en -os). Cependant, la forme gasconne /bɔs/ semble renvoyer à l'occitan d'origine germanique bosc « bois », très commun en toponymie occitane, notamment en Gascogne. En l'état de la documentation, il n'est pas possible de trancher entre la première hypothèse d'un nom aquitanique et le mot roman bosc « bois ».
Homographie fortuite avec Boos (Seine-Maritime) attesté sous les formes Bodes, 1030 - 40 et Bothas vers 1049, nom de lieu d'origine norroise.

## Histoire

### Antiquité
Une voie romaine de l'itinéraire d'Antonin passait à proximité du bourg. Son tracé fut repris lors de la création des limites des paroisses. La voie part de la station relais de Coequosa (Sindères), elle est matérialisée par les frontières actuelle des communes de Rion et Lesperon, de Boos et Taller et de Laluque et Taller, puis elle part en direction d'Aquae Tarbelicae (Dax) en passant par Gourbera,.

### Moyen Âge
Dès le Xe siècle, la paroisse de Bost avec la paroisse de Laluque, faisaient partie de la seigneurie de Pontonx, elle même appartenait de la vicomté de Tartas.
Après le mariage d'Aliénor d'Aquitaine avec le roi d'Angleterre Henri Plantagenêt en 1152, le territoire des Landes passe sous contrôle de la dynastie angevine jusqu'à la fin de la guerre de cent ans en 1453.
On retrouve une trace de Boos à partir du milieu du  XIe siècle, avec l'édification de son église répertoriée dans le cartulaire de la cathédrale de Dax, sous le nom de Sanctus Petrus de Bost. À cause des tensions et des conflits entre le roi de France et le roi d'Angleterre, les églises des landes furent fortifiées pour protéger les populations. L'église romane primitive de Boos n'avait qu'une nef, et possédait un petit donjon clocher et une vigie à l'arrière au niveau du chevet. Au-dessus du portail d'entrée, il y avait deux grandes ouvertures avançant au dehors en forme de mâchicoulis, construites avec de grosses pierres. Depuis le clocher, on jetait par ces deux ouvertures quelque chose de destructif sur quiconque qui aurait voulu entrer par la porte. L'édifice servait certainement de halte ou de refuge entre les églises forteresses de Rion, Taller et Laluque.
Dans cette période trouble, Elie de Caupenne (1240-1337), sénéchal du Périgord, du Limousin et du Quercy, baïle d'Auribat, reçoit la seigneurie de Pontonx. En 1310 un contentieux éclate entre celui-ci et Bernard de Taller, le prieur de Boos, au sujet d'un péage illégal installé sur la paroisse par le seigneur. L'affaire est remontée à la cour du roi Edouard II d'Angleterre qui ordonne le démantèlement du péage et annonce que le dit seigneur sera sanctionné.
La seigneurie de Pontonx relève directement du roi Edouard II d'Angleterre en 1319 puis elle est cédée en 1340 par le roi Edouard III d'Angleterre au vicomte de Tartas Bernard Ezi d’Albret.
Le 9 septembre 1498, Raymond de Boyrie achète au vicomte de Tartas Alain d'Albret, la seigneurie de Pontonx. Lors de cette vente la paroisse de Bost et élevait en seigneurie. Son descendant François de Boyrie (dit de Poy) mourut en 1583 sans postérité, c'est pourquoi la seigneurie de Bost passe à la famille noble De Cabannes, barons de Cauna, ils en seront les seigneurs jusqu'à la révolution.
Du Moyen Âge jusqu'à 1792, les paroisses de Boos et de Taller formaient un prieuré commun avec souvent un seul vicaire qui résidait à Taller.

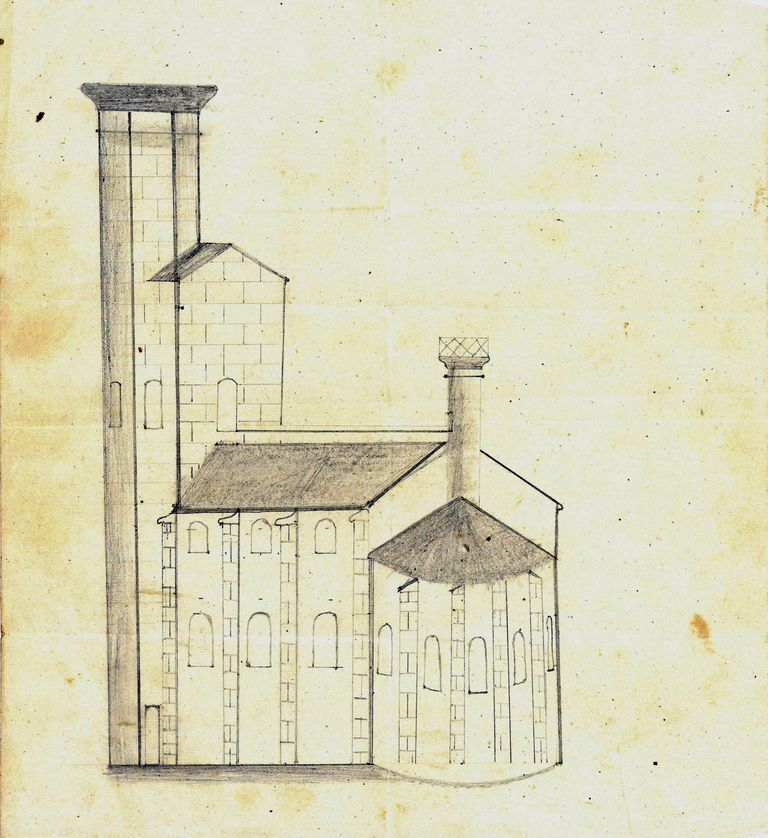
Vue perspective de l'ancienne église de Boos. Dessin à la mine de plomb, vers 1900.

Du XIIIe au XVIe siècle, Boos  était reconnu surtout pour son hôpital à pèlerins fondé au XIIIe siècle par l'ordre des Antonins et sa fontaine miraculeuse dédiée à Saint-Clair (la houn de Sen Cla) qui guérissait les maux des yeux. La paroisse était une étape sur deux chemins secondaires de Compostelle qui la traversait du nord au sud. Le premier chemin dépendait de l'abbaye de La Sauve-Majeure, il reliait les voies de Vezelay, de Tours et de Soulac en partant de l'abbaye de la Sauve jusqu'à Capbreton. Depuis le nord des Landes les pèlerins passaient par Captieux, la commanderie de Bessaut, Mont de Marsan, St Yaguen, et Rion. A Boos ils faisaient halte à la fontaine de Sainte-Clair et l'hôpital adjacent. Le chemin continuait ensuite en passant par l'hopital de la Fosse Gimbaud de Taller, l'hôpital de Pouymartet de Gourbera, St Vincent de Tyrosse et se terminait à Capbreton. Le deuxième chemin était une déviation de la voie de Tours son tracé le plus probable reprenait l'ancienne voie romaine depuis la voie de Tours au château de Laharie, traversait Sindères, le quartier de Cournaou de Rion (à l'ouest de Rion), passait par l'hôpital de Boos et rejoignait la voie de Tours à Taller. Ces deux chemins ainsi que l'hôpital finirent par complètement disparaitre au XVIIe siècle,.
La fontaine Saint-Clair était l'objet d'un grand pèlerinage qui attirait plus d'un millier de personnes, le premier dimanche de juin de chaque année, cela jusqu'à la moitié du XXe siècle. Il s'agissait d'une procession depuis la bannière de saint Clair dans l'église jusqu'à la fontaine décorée de fleurs pour l'occasion.

### Révolution française
À la suite de la création du département des Landes en 1790, la municipalité de Boost est créée en 1793, intégrée au canton de Tartas sous le contrôle administratif du district de Tartas. En 1801, le district est supprimé et remplacé par l'arrondissement de St Sever, la même année Boost change de nom pour Boos.
En 1792, Cajayoux le dernier prieur de Taller et de Boos, ayant refusé le serment à la constitution civile du clergé, la paroisse de Boos fut supprimée et annexée à la paroisse de Laluque. L'église est vendu par le District de Tartas pour 400 francs à Arnaud Dupin, propriétaire terrien à Laluque. En 1801 l'église est rendue à la municipalité et est restituée au culte.

### Époque contemporaine
Dans un état déplorable au milieu du siècle, l'église fut restaurée de 1864 à 1870 à l'initiative du curé de Laluque Pierre Lartigau, qui fit remplacer en 1866 le plafond en lambris par une voûte cintrée en briques réalisé par l'entrepreneur Lalanne, percer six verrières par la fabrique Goussard de Condom en 1868 et renouveler en grande partie le mobilier.
En 1896, l'église de Boos obtient la création de son propre conseil de fabrique. Quelques années plus tard, l'état de dégradation de l'église, en dépit de la restauration des années 1860, entraîne un projet de reconstruction à neuf, financé par la vente de pins appartenant à la fabrique.
Rédigé par l'architecte diocésain Henri Depruneaux en 1902, le projet est mis à exécution en 1903-1904 par l'entrepreneur J. Ducournau, de Rion-des-Landes, avec la collaboration du sculpteur montois Éloi Ducom pour la sculpture ornementale (portail, chapiteaux, clefs de voûte) et du peintre verrier bordelais Henri Feur pour les verrières figurées et décoratives. La nouvelle église et sa cloche sont bénites le 25 octobre 1903.
Il y avait jusqu'au XXe siècle un moulin à eau au bourg.
La mairie est construite en 1914.
Pendant la première guerre mondiale, dix Bosséens sont morts entre 1914 et 1919, leurs noms sont inscrits sur le monument aux morts réalisé par l'architecte Albert Pomade en 1920. Il se compose d'un pilier commémoratif surmonté d'un colonne avec un coq à son sommet,.
Le 1er janvier 2017, la commune fusionne avec Rion-des-Landes.

## Politique et administration
| Période                                  | Période | Identité       | Étiquette | Qualité                |
| ---------------------------------------- | ------- | -------------- | --------- | ---------------------- |
| ?                                        | 1995    | Jean Dupau     | PCF       |                        |
| juin 1995                                | 2014    | Alain Dupau    | PS        | Artisan                |
| 2014                                     | 2015    | Corinne Dupouy |           | Éducatrice spécialisée |
| 2016                                     | 2017    | Alain Dupau    | PS        | Artisan                |
| Les données manquantes sont à compléter. |         |                |           |                        |

## Démographie
| 1793 | 1800 | 1806 | 1821 | 1831 | 1836 | 1841 | 1846 | 1851 |
| ---- | ---- | ---- | ---- | ---- | ---- | ---- | ---- | ---- |
| 185  | 136  | 156  | 195  | 189  | 207  | 177  | 200  | 190  |

| 1856 | 1861 | 1866 | 1872 | 1876 | 1881 | 1886 | 1891 | 1896 |
| ---- | ---- | ---- | ---- | ---- | ---- | ---- | ---- | ---- |
| 191  | 195  | 193  | 206  | 191  | 200  | 209  | 201  | 216  |

| 1901 | 1906 | 1911 | 1921 | 1926 | 1931 | 1936 | 1946 | 1954 |
| ---- | ---- | ---- | ---- | ---- | ---- | ---- | ---- | ---- |
| 215  | 208  | 207  | 190  | 158  | 155  | 153  | 131  | 102  |

| 1962 | 1968 | 1975 | 1982 | 1990 | 1999 | 2004 | 2009 | 2014 |
| ---- | ---- | ---- | ---- | ---- | ---- | ---- | ---- | ---- |
| 120  | 109  | 133  | 134  | 136  | 149  | 196  | 308  | 414  |

## Lieux et monuments
- Église Saint-Pierre de Boos.
- fontaine Saint-Claire (Sen Cla) de Boos, soigne les maux des yeux.

## Pour approfondir